# Mónica Aspe Bernal
Mónica Aspe Bernal es una politóloga mexicana, especialista en el diseño e implementación de políticas públicas con énfasis en telecomunicaciones, radiodifusión e inclusión digital. Después de un año de fungir como CEO interina de AT&T México, puesto que asumió el primero de abril de 2020, fue nombrada por la compañía como CEO definitiva.
Entre 2017 y 2018 se desempeñó como Representante Permanente de México ante la Organización para la Cooperación y el Desarrollo Económicos (OCDE). Previamente, fungió como Subsecretaria de Comunicaciones en la Secretaría de Comunicaciones y Transportes (México) (SCT). 

## Trayectoria
Mónica Aspe es licenciada y maestra en Ciencia Política por  Instituto Tecnológico Autónomo de México (ITAM) y Columbia University, respectivamente.[cita requerida]
Fue directora general de la Cámara Nacional de la Industria de Radio y Televisión, desde donde impulsó la migración de estaciones de AM a FM. Asimismo, fue consultora de políticas públicas, desarrollando evaluaciones de programas sociales y estudios socioeconómicos de proyectos de inversión. Colaboró también como asesora en el Instituto Federal Electoral. [cita requerida]
De 2015 a 2017 se desempeñó como Subsecretaria de Comunicaciones en la Secretaría de Comunicaciones y Transportes (SCT). Promovió la implementación de políticas públicas derivadas de la Reforma de Telecomunicaciones de 2013, incluyendo la Transición a la Televisión Digital Terrestre, la consolidación del Sistema Satelital Mexicano. Dentro de la SCT, desde 2011, se desempeñó como Coordinadora de la Sociedad de la Información, en donde instrumentó la iniciativa México Conectado, que dotó de acceso a internet a más de 100 mil escuelas, hospitales y sitios públicos.  
Durante su gestión al frente de la Coordinación de la Sociedad de la Información y el Conocimiento (CSIC) de SCT, se diseñaron e implementaron proyectos para contribuir a alcanzar el acceso universal a la banda ancha. Entre sus principales responsabilidades estuvo dirigir el proyecto de conectividad social del Gobierno de la República,  México Conectado, cuyo objetivo es llevar Internet de banda ancha a escuelas, centros de salud, bibliotecas, parques y todos los sitios y espacios públicos del país. Durante su gestión, el número de sitios conectados por la SCT se ha incrementado de 5 mil a más de 65 mil.
Asimismo, lideró la creación de una red nacional de 32 Centros de Inclusión Digital, llamados Puntos México Conectado, cuyo objetivo es impulsar la innovación y el uso de nuevas tecnologías para el desarrollo de habilidades digitales. Se estima que estos Centros de Inclusión Digital beneficiarán a más de 160 mil beneficiarios al año en el país.[cita requerida]
En junio de 2017 asumió sus funciones como Embajadora y representante Permanente de México ante la Organización para la Cooperación y el Desarrollo Económicos (OCDE). En marzo de 2018, fue elegida por los 52 países miembros del Centro de Desarrollo de la OCDE como Presidenta de su Junta de Gobierno. Asimismo, en coordinación con la Secretaría de Energía, representó a México ante la Agencia Internacional de Energía.
En diciembre de 2018, AT&T México anunció que Aspe Bernal sería nombrada vicepresidenta de Asuntos Externos de la compañía. Para abril de 2020 fue nombrada CEO interina en la misma compañía y menos de un año después se convirtió en CEO definitiva. 
Es hija del exsecretario de Hacienda (1988-1994), Pedro Aspe Armella y sobrina tanto del antropólogo Ignacio Bernal y García Pimentel, como del escritor Rafael Bernal.